# Lechriolepis leucostigma
Lechriolepis leucostigma is een vlinder uit de familie van de spinners (Lasiocampidae). De wetenschappelijke naam van deze soort werd voor het eerst geldig gepubliceerd in 1909 door George Francis Hampson.
De soort komt voor in tropisch Afrika.